# کالین ملدروم
کالین ملدروم (انگلیسی: Colin Meldrum؛ زادهٔ ۲۶ نوامبر ۱۹۴۱) بازیکن فوتبال است.
از باشگاه‌هایی که در آن بازی کرده‌است می‌توان به باشگاه فوتبال آرسنال، باشگاه فوتبال کمبریج یونایتد، باشگاه فوتبال واتفورد، باشگاه فوتبال ردینگ، باشگاه فوتبال هیلینگدون بورو، و باشگاه فوتبال وورکینگتون ای. اف. سی اشاره کرد.